# NGC 5685
NGC 5685 est vaste et lointaine galaxie elliptique située dans la constellation du Bouvier. Sa vitesse par rapport au fond diffus cosmologique est de 10 559 ± 13 km/s, ce qui correspond à une distance de Hubble de 156 ± 11 Mpc (∼509 millions d'al). NGC 5685 a été découverte par l'astronome français Édouard Stephan en 1883.
À ce jour, une mesure non basée sur le décalage vers le rouge (redshift) donne une distance d'environ 119,000 Mpc (∼388 millions d'al). Cette valeur est à l'extérieur des valeurs de la distance de Hubble. Notons que c'est avec la valeur moyenne des mesures indépendantes, lorsqu'elles existent, que la base de données NASA/IPAC calcule le diamètre d'une galaxie.